# Дорофеев, Александр Петрович
Александр Петрович Дорофе́ев (25 августа 1895 года, пос. Медвежья Гора, ныне Медвежьегорский район, Карелия, по другим данным — на ст. Волхово, ныне в Чудовском районе Новгородской области — 25 февраля 1971 года, Москва) — советский военачальник, Герой Советского Союза (19.03.1944). Генерал-майор (3.06.1944).

## Начальная биография
Родился 25 августа 1895 года в семье приказчика лесопильного завода, карел. В 1905 году семья Дорофеевых переехала в Санкт-Петербург. С окончанием Высшего начального училища Дорофеев стал работать сортировщиком леса на лесопильной фирме торгового дома «Карл Граан» в Кронштадте, с 1914 года — на лесопильном заводе Гонцкевича в Петрограде.

## Первая мировая и гражданская войны
В мае 1915 года призван в Русскую императорскую армию. Служил в лейб-гвардии Волынском полку, окончил полковую учебную команду. С февраля 1916 года воевал с полком на Первой мировой войне в чине младшего унтер-офицера, командовал отделением. За время войны был награждён тремя Георгиевскими крестами. Во время Брусиловского прорыва под Луцком был ранен, после госпиталя направлен на учёбу в Павловское военное училище. В ноябре 1916 года окончил ускоренный курс училища, произведён в прапорщики, назначен младшим офицером в запасной батальон лейб-гвардии Волынского полка в Петрограде. Во время Февральской революции активно участвовал в революционных событиях в Петрограде. В марте 1917 года избран солдатами командиром роты.
Принимал участие в Октябрьской революции. Вступил в Петергофский отряд Красной гвардии, был назначен его военным руководителем, и через несколько дней стал и командиром отряда. Участвовал в штурме Зимнего дворца, затем в разоружении юнкеров в нескольких военных школах. В ноябре 1917 года участвовал в подавлении восстания Керенского — Краснова.
С мая 1918 года служил в Красной Армии. Назначен командиром роты 1-го полка 2-й Петергофской советской дивизии, с ней убыл в августе на Восточный фронт и активно участвовал в гражданской войне в России. С сентября 1918 года служил в 228-м Карельском стрелковом полку, где командовал ротой и стрелковым батальоном, был заместителем командира полка. Воевал против восставшего чехословацкого корпуса, Народной Армии КОМУЧ и войск адмирала А. В. Колчака. В мае 1919 года направлен учиться.
В 1919 году окончил Высшую школу штабной службы в Москве. В ноябре 1919 года назначен начальником штаба 135-й стрелковой бригады в 45-й стрелковой дивизии 14-й армии Южного фронта. Воевал на Южном и Юго-Западном фронтах против армий А. И. Деникина, Ю. Пилсудского и С. Петлюры.

## Межвоенное время
После войны Дорофеев служил в той же дивизии (вошла в состав Украинского военного округа), в октябре 1921 года назначен на должность помощника начальника дивизионной школы младшего комсостава, затем был командиром батальона 135-го стрелкового полка. С апреля 1924 года — лектор дивизионной школы 100-й стрелковой дивизии, с августа 1925 — помощник начальника штаба по разведке 299-го стрелкового полка. В октябре 1928 года уволен в запас по болезни.
Поселился в городе Белая Церковь, работал сортировщиком лесоматериалов, с января 1929 — агентом по заготовкам в окружном потребительском обществе, с января 1930 — вербовщиком отдела труда, с марта 1931 — заведующим сезонным рынком труда, затем — военкомом Белоцерковского отдела Осоавиахима.
В январе 1933 года повторно был призван в Красную Армию, назначен начальником 2-го отделения штаба 2-й Туркестанской стрелковой дивизии Украинского военного округа. С сентября 1935 — начальник военной кафедры Белоцерковского сельскохозяйственного института. С апреля 1940 — начальник 2-го отделения штаба 199-й стрелковой дивизии Киевского Особого военного округа. В 1940 году заочно окончил Военную академию РККА имени М. В. Фрунзе.

## Великая Отечественная война
С июня 1941 года подполковник А. П. Дорофеев принимал участие в боях Великой Отечественной войны, встретив начало на рубеже Ново-Миропольского укрепрайона Юго-Западного фронта. Боевое крещение принял 26 июня: с группой красноармейцев проник в немецкий тыл, разыскал находящиеся в окружении два стрелковых и два артиллерийских полка, затем вывел их из окружения. За эту операцию был представлен к награждению орденом Красной Звезды, но награждён не был. Затем с дивизией участвовал в Киевской оборонительной операции, сражаясь под Казатиным, Белой Церковью, Мироновкой. В боях 13 и 20 августа был ранен. Осенью 1941 года А. П. Дорофееву было присвоено звание «полковник».
С 25 августа — командир 241-го стрелкового полка 41-й стрелковой дивизии в 26-й армии Юго-Западного фронта, оборонял город Канев. При резком ухудшении обстановки в полосе 5-й армии, полк был передан этой армии и на автомашинах переброшен в район Чернигова, где отражал глубокий прорыв противника. В этих боях получил контузию. Вырвался с полком из окружения, но буквально через несколько дней оказался в Киевском котле. Через 14 дней рейда по немецким тылам вышел к своим под Ахтыркой. От полка вышли 475 человек, при этом они вынесли на себе 2 орудия и 24 пулемёта. Короткое время был начальником гарнизона Ахтырки, формировал новые воинские части из прорвавшихся из окружения бойцов.
28 сентября 1941 года он был назначен на должность командира 295-й стрелковой дивизией. В составе 21-й армии Юго-Западного фронта участвовал в Сумско-Харьковской оборонительной операции, в третий раз попал в окружение и вновь вырвался с основными силами дивизии оттуда в район Белгорода. В ноябре дивизию передали в 37-ю армию Южного фронта, где она участвовала в Ростовской наступательной операции. В бою 1 марта 1942 года был тяжело ранен. В 1942 году вступил в ряды ВКП(б).
10 июля 1942 года вышел из госпиталя и вновь принял командование 295-й стрелковой дивизией, которая воевала по-прежнему в 37-й армии на Южном, с 29 июля — на Северо-Кавказском, с 11 августа — на Закавказском фронтах. Участвовал в Воронежско-Ворошиловградской и Донбасской оборонительных операциях, в оборонительном этапе битвы за Кавказ. 22 августа 1942 года получил сильную контузию и ранение, после двух недель нахождения в медсанбате вернулся к командованию дивизией. В октябре 1942 года дивизия участвовала в Нальчикско-Орджоникидзевской оборонительной операции, там он 22 октября опять был тяжело ранен. После выздоровления с ноября 1942 — начальник штаба управления тыла 37-й армии. Участвовал в Северо-Кавказской и Краснодарской наступательных операциях. В марте 1943 года тяжело заболел.
После выздоровления в третий раз принял командование 295-й стрелковой дивизией, на этот раз — до самой Победы. Дивизия под командованием полковника Дорофеева в составе 58-й и 56-й армий оборонялась на Кубани. В конце августа 1943 года её передали в 2-ю гвардейскую армию Южного фронта, в ней дивизия участвовала в Донбасской и Мелитопольской наступательных операциях. 22 февраля 1944 года дивизию передали в 28-ю армию 4-го Украинского фронта (вскоре армия передана в 3-й Украинский фронт).
Командир 295-й стрелковой дивизии (28-я армия, 3-й Украинский фронт) полковник Александр Дорофеев особо отличился в Березнеговато-Снигирёвской наступательной операции. В ночь на 13 марта дивизия под его командованием форсировала Днепр у населённых пунктов Антоновка и Киндийка, захватила плацдарм, откуда перешла в стремительную атаку и в середине того же дня 13 марта первой ворвалась в Херсон.
Указом Президиума Верховного Совета СССР от 19 марта 1944 года «за образцовое выполнение боевых заданий командования на фронте борьбы с немецкими захватчиками и проявленные при этом отвагу и геройство» полковнику Александру Петровичу Дорофееву присвоено звание Героя Советского Союза с вручением ордена Ленина и медали «Золотая Звезда» (№ 3411).
В апреле 1944 года дивизия под командованием Дорофеева была передана в состав 5-й ударной армии. В ней она воевала на 3-м Украинском и 1-м Белорусском фронтах. Дивизия отлично действовала в Одесской, Ясско-Кишинёвской, Висло-Одерской, Берлинской наступательных операциях. Дивизия с честью завершила боевой путь в Берлине. За время командования дивизией полковником и генерал-майором Дорофеевым она удостоена почётного наименования «Херсонская» (23.03.1944) и награждена орденами Красного Знамени (1.04.1944), Суворова 2-й степени (20.04.1944), Ленина (11.06.1945).
В годы войны Дорофеев был шесть раз ранен, в том числе трижды — тяжело.

## Послевоенная биография

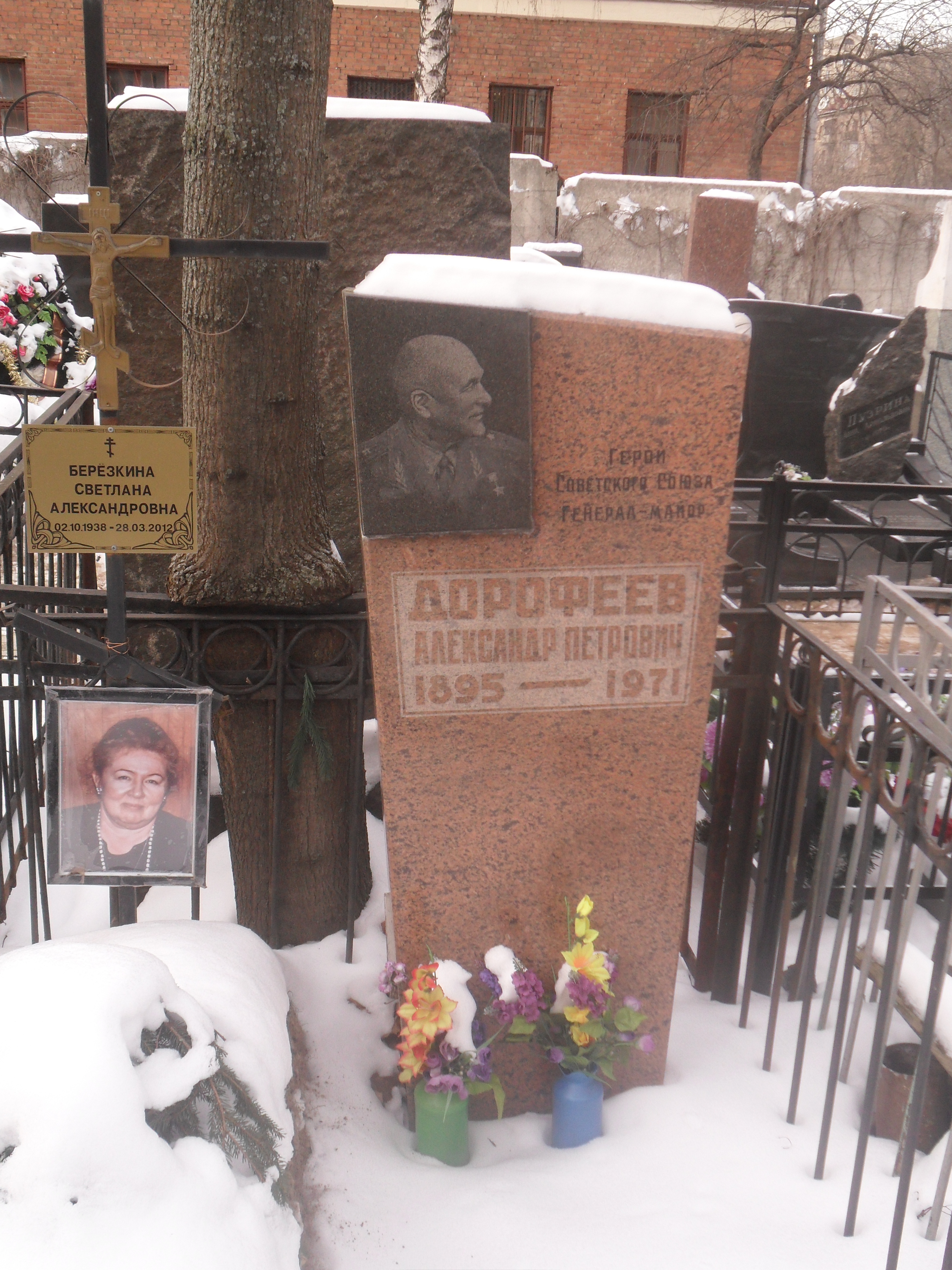
Могила Дорофеева на Введенском кладбище Москвы.

После войны генерал-майор Дорофеев продолжил командовать дивизией, которая вошла в состав Группы советских оккупационных войск в Германии, а в конце 1945 года передана в Северо-Кавказский военный округ. В июне 1946 года дивизию сократили в 30-ю отдельную стрелковую бригаду, генерал Дорофеев остался её командиром.
19 января 1948 года генерал-майор А. П. Дорофеев был арестован. Обвинялся в том, что, "будучи начальником гарнизона города Астрахани, в ноябре 1947 года высказал клеветнические измышления в отношении одного из руководителей Коммунистической партии и Советского правительства". После четырёх лет пребывания в тюрьме под следствием он был 27 марта 1952 года осужден по статьям 58-10 ч. 1,  193-17 п."а" УК РСФСР  на 10 лет лишения свободы, а в Президиум Верховного Совета СССР было направлено ходатайство о лишении его Золотой Звезды, и согласно решению суда постановлением Совета министров СССР № 1786—661 от 12 апреля 1952 года лишён воинского звания «генерал-майор». 
4 сентября 1954 года был освобождён. Постановлением Пленума Верховного Суда СССР от 8 апреля 1955 года уголовное дело в его отношении было прекращено, а сам он полностью реабилитирован. После длительного пребывания в тюрьме и по достижении возраста увольнения в запас Дорофеев не стал восстанавливаться на военной службе, приказом Министра обороны СССР он был уволен в запас с датой увольнения от 4 сентября 1954 года.
Проживал в Москве. Работал в Военно-научном обществе при Центральном доме Советской Армии, в обществе «Знание», вёл военно-патриотическую работу среди молодёжи.
Умер 25 февраля 1971 года в Москве. Похоронен на Введенском кладбище (участок 29).

## Награды
- Медаль «Золотая Звезда» Героя Советского Союза (19.03.1944);
- три ордена Ленина (19.03.1944, 21.02.1945, 29.05.1945);
- три ордена Красного Знамени (27.03.1942, 3.11.1944, …);
- орден Кутузова 2-й степени (6.04.1945);
- орден Отечественной войны 1-й степени (4.10.1944);
- медали.

Российская империя:
- три Георгиевских креста.

Награды иностранных государств
- Орден Крест Грюнвальда 3-й степени (Польша)
- Орден Тудора Владимиреску 3-й степени (Румыния)
- иностранная медаль

## Семья
Сын — Владимир, дочь — Светлана

## Память
- В Медвежьегорске именем генерала Дорофеева названа улица, на одном из домов по этой улице установлена мемориальная доска.
- Портрет А. П. Дорофеева установлен в Галерее Героев Советского Союза, открытой в 1977 году в Петрозаводске.
- Имя генерала также носит улица в Херсоне. Так же на одном из домов установлена мемориальная доска.